# Helictotrichon yunnanense
Helictotrichon yunnanense là một loài thực vật có hoa trong họ Hòa thảo. Loài này được S.Wang & B.S.Sun mô tả khoa học đầu tiên năm 1993.